# Капістрано
Капістрано (італ. Capistrano, сиц. Capistranu) — муніципалітет в Італії, у регіоні Калабрія,  провінція Вібо-Валентія.
Капістрано розташоване на відстані близько 490 км на південний схід від Рима, 37 км на південний захід від Катандзаро, 18 км на схід від Вібо-Валентії.
Населення — 1049 осіб (2014).
Щорічний фестиваль відбувається другої неділі серпня - Festa della Madonna della Montagna. Покровитель — святий Миколай.

## Демографія
Населення за роками:

Станом на 1 січня 2023 року в муніципалітеті офіційно проживало 6 іноземців з 3 країн, серед них 4 громадяни країн Євросоюзу.

## Сусідні муніципалітети
- К'яравалле-Чентрале
- Філогазо
- Маєрато
- Монтероссо-Калабро
- Сан-Нікола-да-Крисса
- Сан-Віто-сулло-Йоніо
- Торре-ді-Руджеро